# 东升街道 (揭阳市)
东升街道是中国广东省揭阳市榕城区下辖的一个街道，实际由东山区管辖。

## 行政区划
东升街道下辖新河村、沟口村、东泮村、望龙头村、沙港村、龙石村、华城社区居委。